# Vuelta a Venezuela
La Vuelta a Venezuela es una carrera ciclista profesional por etapas, que se disputa en Venezuela. Se disputa desde 1963 de forma ininterrumpida, exceptuando la edición de 1977.
Disputan esta carrera mayoritariamente ciclistas locales y de países cercanos (Colombia, Ecuador, Cuba, Brasil y México).
En la actualidad dura casi dos semanas y se celebra durante el mes de julio. Durante un tiempo se corría durante fines de agosto y los primeros días de septiembre, incluso se celebraba durante el mes de octubre. Está organizada por la Federación Venezolana de Ciclismo y forma parte del UCI America Tour.
En 1977 no se realizó porque, San Cristóbal, Venezuela fue sede de los Campeonatos Mundiales de Ciclismo en Ruta y Pista, para ese entonces las categorías eran profesional y amateur.

## Palmarés
En amarillo: prueba no UCI.
| Año  | Ganador                | Segundo            | Tercero              |
| ---- | ---------------------- | ------------------ | -------------------- |
| 1963 | Gregorio Carrizalez    | Máximo Romero      | Silvio Rodríguez     |
| 1964 | Domingo López          | Antonio Montilla   | Víctor Chirinos      |
| 1964 | Domingo López          | Antonio Montilla   | Víctor Chirinos      |
| 1966 | Félix Bermúdez         | Bandera de ?       | Bandera de ?         |
| 1967 | Nicolás Reidtler       | Bandera de ?       | Bandera de ?         |
| 1968 | Fernando Fontes        | Bandera de ?       | Bandera de ?         |
| 1969 | Luís Villarroel        | Pablo Marín        | Pedro Zavala         |
| 1970 | Santos Bermúdez        | Nicolás Reidtler   | Fernando Fontes      |
| 1971 | Santos Bermúdez        | Nicolás Reidtler   | Fernando Fontes      |
| 1972 | Cirilo Correa          | Bandera de ?       | Bandera de ?         |
| 1973 | Victor Rubiano         | Santos Bermúdez    | Ramón Noriega        |
| 1974 | Luis Vivas             | Nicolás Reidtler   | Fabio Navarro        |
| 1975 | Ramón Ramírez          | Arsenio Navas      | José Duaxt Hernández |
| 1976 | Ramón Noriega          | Fernando Ferreira  | Raúl Carvalho        |
| 1977 | Bandera de ?           | Bandera de ?       | Bandera de ?         |
| 1978 | Juan Arroyo            | Mario Medina       | Leonardo Bonilla     |
| 1979 | Claudio Pérez          | Pierre Roselin     | Venceslau Fernandes  |
| 1980 | Olinto Silva           | Bandera de ?       | Bandera de ?         |
| 1981 | Olinto Silva           | Bandera de Francia | Bandera de ?         |
| 1982 | Enrique Campos         | Eduardo Cuevas     | Juan Arroyo          |
| 1983 | Olinto Silva           | José Lindarte      | Enrique Campos       |
| 1984 | Elio Villamizar        | Fernando Correa    | Jesús Torres         |
| 1985 | Elio Villamizar        | Bandera de ?       | Bandera de ?         |
| 1986 | Mario Medina           | Bandera de ?       | Bandera de ?         |
| 1987 | José Lindarte          | Ramón Hurtado      | Juan Linarez         |
| 1988 | Richard Parra          | Samuel Cabrera     | Enrique Aja          |
| 1989 | Enzo Rivas             | Roberto Gaggioli   | Franco Vona          |
| 1990 | Enrique Campos         | Alexis Méndez      | Manuel Hidalgo       |
| 1991 | Julio Bernal           | Carlos Maya        | José Lindarte        |
| 1992 | Julio Bernal           | Klaus Moller       | José Lindarte        |
| 1993 | Omar Pumar             | Bandera de ?       | Bandera de ?         |
| 1994 | Walter Vargas          | Javier Jamaica     | Luis Guillermo Mora  |
| 1995 | Alfredo López          | Joselín Saavedra   | Manuel Guevara       |
| 1996 | Pastor Linares         | Bandera de ?       | Bandera de ?         |
| 1997 | Javier de Jesús Zapata | Federico Muñoz     | Álvaro Lozano        |
| 1998 | Álvaro Lozano          | Hussein Monsalve   | Manuel Medina        |
| 1999 | Rui Lavarinhas         | Martín Garrido     | Pablo Pinzón         |
| 2000 | Álvaro Lozano          | Libardo Niño       | Jairo Pérez          |
| 2001 | José Chacón            | Yeison Delgado     | Álvaro Peña          |
| 2002 | Federico Muñoz         | Franklin Chacón    | Manuel Medina        |
| 2003 | José Chacón            | Federico Muñoz     | Tomas Gil            |
| 2004 | Federico Muñoz         | Franklin Chacón    | José Rujano          |
| 2005 | José Chacón            | Arthur Garcia      | Ivan Castillo        |
| 2006 | José Serpa             | José Castelblanco  | José Chacón          |
| 2007 | César Salazar          | Richard Ochoa      | José Serpa           |
| 2008 | Carlos Ochoa           | Franklin Chacón    | Freddy Vargas        |
| 2009 | José Rujano            | César Salazar      | José Chacón          |
| 2010 | Tomás Gil              | José Alarcón       | Manuel Medina        |
| 2011 | Pedro Gutiérrez        | Juan Murillo       | José Contreras       |
| 2012 | Miguel Ubeto           | Arthur Garcia      | Adelso Valero        |
| 2013 | Carlos Ochoa           | Juan Murillo       | Jonathan Camargo     |
| 2014 | Jonathan Salinas       | Carlos Gálviz      | John Nava            |
| 2015 | José Alarcón           | Luis Díaz          | Jonathan Salinas     |
| 2016 | Jonathan Monsalve      | José García        | José Alarcón         |
| 2017 | Carlos Torres          | Anderson Paredes   | Rodolfo Fernández    |
| 2018 | Matteo Spreafico       | José Alarcón       | Anderson Paredes     |
| 2019 | Orluis Aular           | Carlos Gálviz      | Jonathan Salinas     |
| 2020 | Orluis Aular           | Roniel Campos      | Yurgen Ramírez       |
| 2021 | Jorge Abreu            | Carlos Torres      | Pedro Gutiérrez      |
| 2022 | Luis Gómez             | César Sanabria     | Weimar Roldán        |
| 2023 | Clever Martínez        | Franklin Chacón    | Enmanuel Viloria     |
| 2024 | Walter Vargas          | Javier Jamaica     | Luis Guillermo Mora  |
| 2025 |                        |                    |                      |

## Palmarés por países
| País      | Victorias |
| --------- | --------- |
| Venezuela | 48        |
| Colombia  | 14        |
| Italia    | 6         |
| Portugal  | 1         |

## Palmarés por equipos
- TÁCHIRA 21

- Táchira, 13 (1968, 1970, 1971, 1973, 1974,1984, 1985, 1986, 1987, 1993, 1994, 1996)
- Lotería del Táchira, 6 (2001, 2003, 2007, 2010, 2014 "Kino Táchira", 2015)
- J.H.S. Grupo, 2 (2016 "J.H.S. Aves, 2017)
- LARA 5
- Lara, 4 (1964, 1980, 1981, 1983)
- Triple Gordo Gob Lara, 1 (2004)
- TRUJILLO 4
- Trujillo, 4 (1975, 1991, 1992, 1995)
- ZULIA 3
- Zulia, 1 (1989)
- Gobernación del Zulia, 2 (2009, 2011)
- GUÁRICO 3
- Guárico, 3 (1972, 1978, 1979)
- CARABOBO 3
- Carabobo, 2 (1963, 1969)
- Gob Boliv. Car. Fundadeporte, 1 (2005)
- ARAGUA 2
- Aragua, 2 (1965, 1967)
- DISTRITO CAPITAL 2
- Distrito Federal, 2 (1966, 1976)
- MONAGAS 2
- Distribuidora la Japonesa - Lotería de Oriente, 2 (2000, 2002)
- COJEDES 1
- Cojedes, 1 (1982)
- MÉRIDA 1
- Mérida, 1 (1988)
- MIRANDA 1
- Miranda, 1 (1990)
- SELECCIÓN VENEZUELA 1
- Equipo Nacional, 1 (2019)
- EQUIPOS INTERNACIONALES 8
- ITALIA 6
- Androni Giocattoli-Sidermec, 6 (1998, 2006, 2008, 2012, 2013, 2018)
- PORTUGAL 1
- Maia Cin,  1 (1999)
- COLOMBIA 1
- Lotería de Medellìn, 1 (1997)

## Estadísticas

### Más victorias generales
| Ciclista         | Victorias | Años             |
| ---------------- | --------- | ---------------- |
| Olinto Silva     | 3         | 1980, 1981, 1983 |
| José Chacón      | 3         | 2001, 2003, 2005 |
| Nicolás Reidtler | 2         | 1967, 1971       |
| Elio Villamizar  | 2         | 1984, 1985       |
| Enrique Campos   | 2         | 1982, 1990       |
| Julio Bernal     | 2         | 1991, 1992       |
| Álvaro Lozano    | 2         | 1998, 2000       |
| Federico Muñoz   | 2         | 2002, 2004       |
| Carlos Ochoa     | 2         | 2008, 2013       |
| Orluis Aular     | 2         | 2019, 2020       |